# 相馬圭祐
相馬 圭祐（そうま けいすけ、1986年10月30日 - ）は、日本の元俳優。神奈川県出身。

## 略歴
- 宮崎あおいに憧れ、ヒラタオフィスに履歴書を送付したのがきっかけで2007年にデビュー[4]。
- 2009年、『侍戦隊シンケンジャー』に梅盛源太 / シンケンゴールド役で初のレギュラー出演。
- 2014年、『太陽からプランチャ』（窪田将治監督）[5]で映画初主演。
- 2017年1月30日、所属していたヒラタオフィスとの契約終了を公式ブログで発表[6]。
- 2021年、『仮面ライダーセイバー』にマスターロゴス役で出演。
- 2024年9月、親交の深い相葉裕樹のFC内ラジオ配信にて、事実上の俳優業引退を報告した。

## 人物
- 趣味は音楽鑑賞、ギター、読書[7]、カラオケ。特技は野球。
- 幼いころは『仮面ライダーBLACK』や『超獣戦隊ライブマン』のファンとのことで、どちらもリアルタイムで視聴したわけではなくビデオで見たとのことで、兄の影響とのこと。またシンケンゴールドのスーツアクターがBLACKと同じ岡元次郎だと聞いた時は嬉しかったとのこと[8]。
- 夢は「矢吹丈のように真っ白に燃え尽きること」と公言したり、ブログに頻繁にカーロス・リベラネタが登場するなど、漫画『あしたのジョー』の大ファンである。
- インターネットヘビーユーザーであり、『侍戦隊シンケンジャー』に途中参加する際には他の出演メンバーのことを事前にネットで調べていたとのこと。また、自身が初登場した第17話の放送当日にはリアルタイムでインターネット掲示板の実況板でファンの反響を見ていたとのことである。
- 自身のブログで、父親が福島県の会津地方出身であることを公表している。
- 『侍戦隊シンケンジャー』で共演した相葉裕樹とはMAGNE2というユニットを組むほど仲がよく、引っ越す際には示し合わせて近くに住んだほどである。雑誌のインタビューによると「週2で会っている」とのこと。
- 『侍戦隊シンケンジャー』には途中参加（第17話からの出演）だったが、当時は追加戦士という立ち位置において、どう溶け込んでいけばよいか悩んでいたとのこと。最初にアフレコ現場に見学に行き、メンバーと初顔合わせとなった際、松坂桃李が手を差し出して挨拶してくれたことで最初の（心の）壁が崩れたことが印象的だったとのことである。松坂は相馬と同月生まれの二歳年下であり、「今時礼儀正しい若者だと感じた」ことを語っている[9]。また松坂とは同郷であり、故郷で住んでいたところも近かったためより話が弾み、地元をドライブしに行ったこともあるとのこと[10]。
- 後輩にあたる『天装戦隊ゴセイジャー』の俳優陣に対し、自身のブログで「追加戦士が出たら早く馴染ませてあげて欲しい」と気遣うコメントを残している[11]が、ゴセイジャーの追加戦士は人間体を持たないゴセイナイトだった[12]。
- 「追加戦士」であることに悩んでいた（上記参照）が、同じニチアサキッズタイム枠において放送されている『フレッシュプリキュア!』で、偶然同じく途中登場したキュアパッションの活躍を見て、勇気付けられたことがキッカケで、雑誌などのインタビューや公の場でプリキュアファンを自称するようになったとのこと。
- 『シンケンジャー』銀幕版の舞台挨拶でも「自称・プリキュア宣伝部長」を名乗るなど、自身の出演作品をそっちのけで「キュアパッション」を強調していた。その後、予告映像でプリキュアの映画告知が流れたため、場内からは笑いが起こった。
- 共演者たちにもプリキュアを勧めており、松坂とは同作品のスタンプラリーにも参加したとのこと。さらに映画も一緒に見に行く約束を取り付けたとのこと。

## 出演

### テレビドラマ
- ゴーストフレンズ 第7回（2009年5月21日、NHK） - 敦 役
- 侍戦隊シンケンジャー  第17幕 - 最終幕（2009年6月7日 - 2010年2月7日、テレビ朝日） - 梅盛源太 / シンケンゴールド 役
- 仮面ライダーシリーズ（テレビ朝日）
  - 仮面ライダーディケイド 第24話・第25話（2009年7月12日・19日） - 梅盛源太 / シンケンゴールド 役
  - 仮面ライダーセイバー 第23章 - 第41章（2021年2月21日 - 6月27日） - マスターロゴス / 仮面ライダーソロモン 役[13][14][注釈 1]
- タンブリング（2010年5月、TBS） - 石島 役
- 月曜ゴールデン「税務調査官・窓際太郎の事件簿21」（2010年11月1日、TBS） - 三村雄二 役
- 野田ともうします。（2010年10月 - 2011年4月、NHKワンセグ2） - 山本くん 役
  - 野田ともうします。シーズン2（2011年10月 - 2012年3月、NHKワンセグ2・NHK Eテレ）
  - 野田ともうします。シーズン3（2012年10月 - 2013年2月、NHKワンセグ2・NHK Eテレ）
- 結婚同窓会 〜SEASIDE LOVE〜 第1話（2012年7月13日、CS放送 フジテレビTWO）
- BAD BOYS J（2013年4月 - 6月、日本テレビ） - 小木 役
- Dr.DMAT 第7話（2014年2月20日、TBS） - 川畑智也 役
- 鉄子の育て方（2014年4月 - 6月、メ〜テレ） - 浜かいじ 役
- シンデレラデート（2014年11月 - 12月、東海テレビ） - 水野孝史 役
- ドS刑事 第3話（2015年4月25日、日本テレビ） - 西川英俊 役

### 映画
- フレフレ少女（2008年）
- ラストゲーム 最後の早慶戦（2008年） - 長尾俊一 役
- スーパー戦隊シリーズ - 梅盛源太 / シンケンゴールド 役
  - 侍戦隊シンケンジャー 銀幕版 天下分け目の戦（2009年）
  - 侍戦隊シンケンジャーVSゴーオンジャー 銀幕BANG!!（2010年）
  - 天装戦隊ゴセイジャーVSシンケンジャー エピックon銀幕（2011年）
  - ゴーカイジャー ゴセイジャー スーパー戦隊199ヒーロー大決戦（2011年）
- ひとりかくれんぼ 新劇場版（2010年） - 白石龍二 役
- 恐怖新聞（2011年） - 永森 役
- ギャルバサラ -戦国時代は圏外です-（2011年） - 吾作 役
- 幕末奇譚 SHINSEN5 弐 〜風雲伊賀越え〜（2013年） - 原田左之助 役
- 俺たち賞金稼ぎ団（2014年） - 澤村蓮治朗 / ヘルズフェイス 役
- 太陽からプランチャ（2014年） - 主演・石原竜太 役[15]
- 共振（2021年） - 大津銀 役[16]

### オリジナルビデオ
- 帰ってきた侍戦隊シンケンジャー 特別幕（2010年6月） - 梅盛源太 / シンケンゴールド 役
- ギャルバサラ外伝（2012年秋） - 省吾 役
- ソードオブロゴスサーガ（2021年） - マスターロゴス 役[17]

### 舞台
- タンブリング（2010年9月9日 - 14日 赤坂ACTシアター / 10月2日 - 4日 サンケイホールブリーゼ） - 草加一真 役
- デスティニー 30-DELUX The Ninth Live2011年4月29日 - 5月1日 テレピアホール / 5月14日 - 15日 梅田芸術劇場 シアター・ドラマシティ / 5月18日 - 22日 サンシャイン劇場） - ナルキス 役
- コントンクラブ image5（2011年10月13日 - 23日 本多劇場）
- モンスターボックス*pnish*プロデュース（2012年2月1日 - 12日 CBGKシブゲキ!!） - 主演・斬鬼丸 役
- ある日、ぼくらは夢の中で出会う（2012年7月4日 - 8日 紀伊国屋ホール）
- 舞台【BASARA】（2012年12月12日 - 16日 新宿スペース･ゼロ） - 朱理 役
- マティーニ! 〜ただ今、撮影5時間押し〜（2013年2月6日 - 11日 シアター1010） - 山中蒼 役
- 朗読劇「しっぽのなかまたち2」（2013年4月28日,5月3日,5月5日 恵比寿・エコー劇場）
- HYBRID PROJECT Vol.10【Re-】（2013年5月29日 - 6月2日 シアターサンモール） - 主演・クロ 役
- 真田十勇士（2013年8月30日 - 9月16日 赤坂ACTシアター / 9月21日 - 9月23日 中日劇場 / 10月3日 - 10月6日 梅田芸術劇場） - 豊臣秀頼 役
- 広島に原爆を落とす日（2013年12月4日 - 8日 俳優座劇場）
- 舞台【BASARA 第2章】（2014年1月9日 - 14日 シアター1010 ） - 朱理 役
- Being at home with Claude 〜クロードと一緒に〜（2014年5月14日 - 18日 青山円形劇場）
- 真田十勇士 再演（2015年1月8日 - 25日 赤坂ACTシアター / 1月31日 - 2月1日 中日劇場 / 2月5日 - 8日 梅田芸術劇場 / 2月13日 - 15日 キャナルシティ劇場） - 豊臣秀頼 役
- DisGOONie【From Three Sons mama Fratelli】SECOND CHILDREN（2017年6月14日 - 18日、Zeppブルーシアター六本木 / 6月30日、梅田芸術劇場シアタードラマシティ） - 麓郎 役
- モマの火星探検記（2017年8月9日 - 13日、東京・天王洲銀河劇場 / 8月19日・20日、大阪･サンケイホールブリーゼ）- レイ役
- さよならヨールプッキ（2017年9月6日 - 10日 シアターサンモール）- カイン役
- 少年社中20周年記念第一弾 少年社中×東映 舞台プロジェクト「ピカレスク◆セブン」（2018年1月6日 - 15日、サンシャイン劇場 / 1月20日・21日、サンケイホールブリーゼ / 1月27日、岡崎市民会館あおいホール）- 魔女役
- FlyingTrip Vol.13 ウソトリドリ（2018年3月14日 - 18日、東池袋あうるすぽっと） - 沖田 役
- Zuプロデュース公演 2人芝居「いなくなった猫の話」（2018年8月1日 - 12日、Performing Gallery ＆ Cafe 絵空箱） - 影郎 役
- 砂岡事務所プロデュース「変わり咲きジュリアン」（2018年8月22日 - 26日、東池袋あうるすぽっと） - 田丸修五 役
- 箱庭円舞曲第二十六楽章「父が燃えない」（2018年9月26日 - 30日、浅草九劇） - 前沢忠道 役
- 平熱43度 - Relation vol.1 - ネムリメグル （2019年4月3日 - 7日 ワーサルシアター）- 眠：法王子 役 / 巡：識大伍樹 役
- 平熱43度 - Relation vol.2 - アシュラ （2019年7月3日 - 15日 ワーサルシアター）- 阿：三沢 君人/磐城 喜一 役 修：伊丸岡 哲夫/北園 透馬 役 羅：榊 秋生/葉月 尚也 役
- Flying Trip Vol.15 ビターズ（2019年10月2日 - 6日 中野ザポケット） 矢島 役
- もりたろシアター Vol.4 「2077-ROBOT HUNTER-」（2019年10月19日 - 22日 R'sアートコート）棚瀬彩人 役
- クローバークラブ -Second Leaf- （2020年3月18日 - 28日 エビスSTARバー）栗生 役
- ノンセクシュアル NON-SEXUAL（2020年6月14日・16日・17日、横浜赤レンガ倉庫1号館3Fホールより動画配信） - 秋野侑李 / 藤木瑛司 役
- 【Perfect Murder Case -パーフェクト マーダー ケース-】（2020年10月28日 - 11月3日 劇場HOPE） 火津井康介/ゴロウ 役
- 少年社中　第38回公演【DROP】（2021年9月4日 - 12日 紀伊国屋ホール）Team Dumpty：RING 役
- 『終末のワルキューレ』～The STAGE of Ragnarok～（2021年11月27日 - 12月5日、こくみん共済coopホール/スペース・ゼロ）ポセイドン 役[18]
- 怪盗探偵山猫 the Stage～船上の狂想曲～（2022年1月20日 - 30日、大手町三井ホール）鮫島 役[19]
- 舞台「Home」（2022年3月17日 - 21日、浅草花劇場）山郷蒼太 役[20]

### PV
- 石野田奈津代「春空-ハルソラ-」（2009年）
- AYUSE KOZUE「CRY FOR YOU」（2011年）
- キマグレン「蛍灯」（2011年）